# Joseph-Léonard Decazes
Pour les articles homonymes, voir Decazes.
Joseph-Léonard Decazes, vicomte Decazes,  dit aussi De Cazes (5 juin 1783, Libourne - 3 juillet 1868, Albi), est un homme politique français.

## Biographie
Frère d'Élie Decazes, il entra dans l'administration sous le gouvernement des Bourbons, et débuta, le 9 septembre 1814, comme sous-préfet de Castres. Préfet du Tarn le 12 juillet 1815, il reçut, l'année d'après, le titre de baron (10 février 1816), fut nommé auditeur au conseil d'État et titré vicomte en mars 1818, redevint préfet en 1819, et administra le département du Bas-Rhin, puis, pour la seconde fois, celui du Tarn (19 juillet 1820).
Très attaché alors à la branche aînée des Bourbons, le baron Decazes montra peu d'empressement, après les journées de Juillet 1830, à accueillir les Orléanistes et le gouvernement de Louis-Philippe, et, le 6 novembre 1830, ce fut comme légitimiste qu'il se fit étire député du 1er arrondissement du Tarn (Albi), en remplacement de Voisins-Lavernière, démissionnaire.
Non-réélu par cette circonscription au renouvellement législatif général du 5 juillet 1831, il brigua, avec succès, le 1er octobre 1831, dans le 5e collège de l'Aveyron (Villefranche), la succession de Humann, qui avait opté pour Sélestat. Le baron Decazes siégea à droite et conforma ses votes, jusqu'à la fin de la législature, à ses antécédents royalistes.
Il reparut au Palais Bourbon, comme député du collège d'Albi, le 4 novembre 1837. Cette fois encore, Decazes avait été nommé par les légitimistes. Réélu successivement : le 2 mars 1839 et le 9 juillet 1842. Il échoua aux élections du 1er août 1846 face à son beau-frère Charles d'Aragon.
Le baron Decazes se tint à l'écart des affaires publiques sous la République et sous l'Empire.
Il épousa en 1816 Ida d'Aragon, fille du marquis Jean-Louis-Henri de Bancalis de Maurel d'Aragon, pair de France, et petite-fille de Karl Heinrich Otto de Nassau-Siegen. Il est le père de Charles-Jean-Joseph-Louis Decazes et de Sophie-Ida-Louise Decazes, épouse de François de Carbonel, receveur général des finances de la Haute-Garonne.

## Pour approfondir